# Дёжкин, Борис Петрович
Борис Петрович Дёжкин (6 (19) августа 1914, Курск — 13 марта 1992, Москва) — советский режиссёр-мультипликатор, сценарист, художник-мультипликатор и художник-постановщик. Один из видных деятелей советской мультипликации. Заслуженный деятель искусств РСФСР (1969).

## Биография
Родился 6 (19 августа) 1914 года в Курске в семье почётного железнодорожника. Был самым младшим из пяти детей. После переезда семьи в Москву работал слесарем-инструментальщиком на шарикоподшипниковом заводе. Увлекался карикатурой. Прошёл обучение на курсах А. А. Радакова при журнале «Крокодил».
В 1934 году окончил курсы художественной мультипликации при Доме печати в Москве. В том же году начал работать в экспериментальной мультипликационной мастерской при ГУКФ под руководством Виктора Фёдоровича Смирнова, которая в 1936 году была преобразована в киностудию «Союзмультфильм».
Дебютировал как художник-мультипликатор в мультфильме «Лиса-Строитель», также работал как художник-постановщик. В 1937 году в качестве режиссёра поставил мультипликационный фильм «Привет героям!». До 1951 года сотрудничал с Геннадием Филипповым, с которым создал много совместных фильмов. Был популярен как мультипликатор; его чувство ритма, умение синхронизировать картинку с музыкой задавали планку всей советской индустрии и на многие годы определили стиль работы студии.
Сам Дёжкин, несмотря на выработанный уникальный почерк, обучался мультипликации по фильмам Уолта Диснея, чего не скрывал. Он покадрово перерисовывал целые сцены, чтобы потом изучить их. Сам размечал записанную на плёнку фонограмму. Мечтал экранизировать «Интродукцию и Рондо каприччиозо» Камиля Сен-Санса.
С началом войны, когда студия ещё не была эвакуирована из Москвы, бомба попала в дом Романа Давыдова, где тогда находилась семья Дёжкиных. Дёжкин накрыл телом жену. Осколком ему поразило левую половину лица и выбило один глаз. Он тяжело переживал эту утрату, к тому же обладал плохим зрением, передавшимся по наследству, рано начал слепнуть. Но это не помешало ему более 40 лет проработать в мультипликации.
В 1946 году снял свой первый мультфильм на спортивную тематику — «Тихая поляна». Со временем именно эта тематика стала основной в его творчестве.
С 1947 года преподавал на курсах художников-мультипликаторов при «Союзмультфильме».
С 1960 года Борис Дёжкин самостоятельно работал в мультипликационном кино, выступая и как художник-постановщик своих фильмов и почти всегда разрабатывая персонажи: «Матч-реванш» (1968), «Метеор на ринге» (1970), «Футбольные звёзды» (1974). Выполненные им персонажи заметно выделялись на фоне работ других советских мультипликаторов: в частности, почти всегда они имели маленькие глаза в виде чёрных точек (иногда наоборот — крупные «обычные» глаза), нос «картошкой» и широкую улыбку с зубами напоказ, многие имели толстые брови; кроме того, они зачастую отличались довольно высокой скоростью движений и «танцующей» походкой. Дёжкин также снял и несколько сюжетов для киножурнала «Фитиль», после чего Сергей Михалков запретил звать его для работы над следующими выпусками. Мечтал снять фильм на экологическую тему.
После 1984 года Дёжкин стал невостребован на студии, все предложенные им сценарии отклонялись. Зарабатывал иллюстрацией книг, открыток. В конце 1991 года тяжело заболел на почве переживаний.
Умер 13 марта 1992 года. Похоронен в Москве на Ваганьковском кладбище (участок № 34).

## Личная жизнь
Первая жена — Фаина Георгиевна Епифанова, также работавшая в мультипликационном кино.
Сын Дёжкина и Епифановой, Сергей Дёжкин, также стал художником-мультипликатором, сотрудничая как с отцом, так и с Ефимом Гамбургом, Эдуардом Назаровым и другими режиссёрами. Внучка Дёжкина Оксана Сергеевна, правнук Самойлов Никита Алексеевич.
Вторая жена — Ольга Владимировна Гайдук, сотрудница закрытого НИИ.
Любил цирк и сам был спортивно развит. Любил делать сальто, ходить на руках.

## Награды
- орден «Знак Почёта» (14.4.1944) — за успешную работу в области советской кинематографии в дни Отечественной войны и выпуск высокохудожественных кинокартин[8].
- орден «Знак Почёта» (6.3.1950) — за выдающиеся заслуги в развитии советской кинематографии, в связи с 30-летием[9].
- заслуженный деятель искусств РСФСР (29.09.1969) — за заслуги в области советской кинематографии[10].

## Награды на фестивалях
- Мультфильм «Слон и муравей» (1948) — X МКФ в Венеции, премия, Италия (1949)[11].
- Мультфильм «Сердце храбреца» (1951) — V МКФ в Венеции, Диплом (1953).
- Мультфильм «Необыкновенный матч» (1955) — Первая премия на VII МФ фильмов для детей и юношества в Венеции[4], Серебряная медаль на I МКФ в Дамаске (Сирия)[4], Бронзовая медаль на VI Международном фестивале молодёжи и студентов в Москве[4].
- Мультфильм «Шайбу! Шайбу!» (1964) — Вторая премия в категории мультипликационных фильмов на II ВКФ в Киеве (1966)[11],Золотая медаль и диплом за лучший мультипликационный фильм на спортивную тему на I ВКФ спортивных фильмов в Москве (1966)[11], Кубок Ассоциации кинопромышленников Италии на XXIII МФ спортивных фильмов в Кортина д’Ампеццо (Италия, 1967)[11].
- Мультфильм «Матч-реванш» (1968) — Бронзовая медаль на Втором Всесоюзном Фестивале спортивных фильмов в Тбилиси (1968)[11], Почётный диплом на Международном фестивале к/м «Миссия молодёжи» в Мехико в рамках XIX Олимпиады (1968)[11].

## Фильмография

### Мультипликация
Режиссёр
- «Привет героям!» (1937) — не сохранился
- «Дом № 13» (1945)
- «Тихая поляна» (1946)
- «Слон и муравей» (1948)
- «Лев и заяц» (1949)
- «Кто первый?» (1950)
- «Сердце храбреца» (1951)
- «Козёл-музыкант» (1954)
- «Необыкновенный матч» (1955)
- «Старые знакомые» (1956)
- «Привет друзьям» (1957)
- «Ровно в три пятнадцать…» (1959)
- «Железные друзья» (1960)
- «Муха-Цокотуха» (1960)
- «Чиполлино» (1961)
- «Снежные дорожки» (1963)
- «Шайбу! Шайбу!» (1964)
- «Где я его видел?» (1965)
- «Это не про меня» (1966)
- «Матч-реванш» (1968)
- «Метеор на ринге» (1970)
- «По грибы» «(Калейдоскоп-71)» (1971)
- «В гостях у лета» (1972)
- «Западня» «(киножурнал „Фитиль“ № 137)» (1974)
- «Футбольные звёзды» (1974)
- «Спецподготовка» «(киножурнал „Фитиль“ № 162)» (1975)
- «Опасно для жизни» «(киножурнал „Фитиль“ № 174)» (1977)
- «Исполнение желаний» «(киножурнал „Фитиль“ № 178)» (1977)
- «Счастливое пробуждение» «(киножурнал „Фитиль“ № 191)» (1978)
- «Талант и поклонники» (1978)
- «Первый автограф» (1980)
- «Приходи на каток» (1981)
- «Доходное место» «(киножурнал „Фитиль“ № 246)» (1982)
- «Не опоздал» (1984)

Сценарист
- «Старые знакомые» (1956)
- «Привет друзьям» (1957)
- «Ровно в три пятнадцать…» (1959)
- «Снежные дорожки» (1963)
- «Шайбу! Шайбу!» (1964)
- «Где я его видел?» (1965)
- «Матч-реванш» (1968)
- «Метеор на ринге» (1970)
- «В гостях у лета» (1972)
- «Футбольные звёзды» (1974)
- «Первый автограф» (1980)
- «Приходи на каток» (1981)

Художник-постановщик
- «Привет героям!» (1937) — не сохранился
- «И мы на олимпиаду» (1940)
- «Синица» (1944)
- «Дом № 13» (1945)
- «Непослушный котёнок» (1953)
- «Старые знакомые» (1956)
- «Привет друзьям» (1957)
- «Ровно в три пятнадцать…» (1959)
- «Муха-Цокотуха» (1960)
- «Снежные дорожки» (1963)
- «Шайбу! Шайбу!» (1964)
- «Матч-реванш» (1968)
- «Метеор на ринге» (1970)
- «Футбольные звёзды» (1974)
- «Талант и поклонники» (1978)
- «Приходи на каток» (1981)

Художник-мультипликатор
- «Лиса-строитель» (1936)
- «В Африке жарко» (1936)
- «Колобок» (1936)
- «Отважный моряк» (1936)
- «Заяц-портной» (1937)
- «Котофей Котофеевич» (1937)
- «Любимец публики» (1937)
- «Сладкий пирог» (1937)
- «Ивашко и Баба-Яга» (1938)
- «Курица на улице» (1938)
- «Почему у носорога шкура в складках» (1938)
- «Сказка про Емелю» (1938)
- «Дед Иван» (1939)
- «Дядя Стёпа» (1939)
- «Лимпопо» (1939)
- «Мойдодыр» (1939)
- «Таёжные друзья» (1939)
- «Ивась» (1940)
- «Муха-Цокотуха» (1941)
- «Журнал Политсатиры № 2» (1941)
- «Сластёна» (1942)
- «Сказка о царе Салтане» (1943)
- «Орёл и крот» (1944)
- «Синдбад-Мореход» (1944)
- «Телефон» (1944)
- «Дом № 13» (1945)
- «Зимняя сказка» (1945)
- «Пропавшая грамота» (1945)
- «Весенние мелодии» (1946)
- «Лиса и дрозд» (1946)
- «Тихая поляна» (1946)
- «Весёлый огород» (1947)
- «Конёк-Горбунок» (1947)
- «Кем быть?» (1948)
- «Сказка о солдате» (1948)
- «Слон и муравей» (1948)
- «Федя Зайцев» (1948)
- «Дедушка и внучек» (1950)
- «Жёлтый аист» (1950)
- «Когда зажигаются ёлки» (1950)
- «Ночь перед Рождеством» (1951)
- «Аленький цветочек» (1952)
- «Зай и Чик» (1952)
- «Волшебный магазин» (1953)
- «Полёт на Луну» (1953)
- «Храбрый Пак» (1953)
- «Необыкновенный матч» (1955)
- «Трубка и медведь» (1955)
- «В некотором царстве…» (1957)
- «Знакомые картинки» (1957)
- «Привет друзьям» (1957)
- «Чудесница» (1957)
- «Кошкин дом» (1958)
- «Петя и Красная Шапочка» (1958)
- «Ровно в три пятнадцать…» (1959)
- «Железные друзья» (1960)
- «Чиполлино» (1961)
- «Снежные дорожки» (1963)
- «Шайбу! Шайбу!» (1964)
- «Где я его видел?» (1965)
- «Это не про меня» (1966)
- «Матч-реванш» (1968)
- «Метеор на ринге» (1970)
- «По грибы» «(Калейдоскоп-71)» (1971)
- «В гостях у лета» (1972)
- «Футбольные звёзды» (1974)
- «Талант и поклонники» (1978)
- «Приходи на каток» (1981)

### Мультипликационные части немультипликационных фильмов
Режиссёр
- «Витя Глушаков — друг апачей» (художественный) (1983) (в титрах не указан)[12]

## Выставки
- Выставка «Шайбу! Шайбу!» в Измайлово Посвящена 50-летию легендарного мультфильма и приурочена к 100-летнему юбилею Бориса Петровича Дёжкина.